# Virgilio Almario
Virgilio Senadre Almario (San Miguel de Bulacán, 9 de marzo de 1944) es un poeta, historiador, editor y artista polifacético filipino, que también realiza, entre otras, labores de profesor y traductor. Es a veces más conocido por su nombre artístico de “Río Alma”. Fue designado Artista Nacional de Filipinas, es director del organismo estatal Komisyon sa Wikang Filipino (KWF) y desde 2017 asimismo director de la National Commission for Culture and the Arts.

## Biografía
Criado en un entorno rural, en Bulacán, posteriormente estudiaría en Manila donde concluyó su titulación en Ciencias Políticas, en la Universidad de Filipinas. Pertenece a la familia del héroe filipino Rosauro Almario.
Su carrera como poeta comenzó tras haber hecho un máster en educación en la Universidad del Este, donde mantuvo relación con Rogelio Mangahas y Lamberto Antonio.
Es un autor muy prolífico, como poeta al igual que como crítico e historiador de la literatura, y una de las personalidades intelectuales más importantes de Filipinas y en idioma tagalo. Entre sus traducciones más sobresalientes se encuentran las de algunas obras del héroe nacional filipino José Rizal, como ‘’El Filibusterismo’’ y ‘’Noli Me Tangere’’, gracias a las cuales se le concedió el premio de traducción del Círculo Crítico de Manila

## Premios
- 1999: Premio de traducción del Círculo Crítico de Manila.

- 2018: Premio José Rizal de las Letras Filipinas, otorgado por el Instituto Juan Andrés de Comparatística y Globalización.[2]

## Obras (selección)
- Makinasyon at Iba pang Tula (poesía)[3]
- Peregrinasyon at Iba pang Tula (poesía)
- Mga Rtrato at Rekwerdo
- Doktrinang Anakpawi
- Karon para Sa Limang Pandama
- Mga Retaso ng Liwanang
- Alamat at Histroya
- Muli, sa Kandungan ng Lupa
- Palipad-Hangin

## Ediciones en español
- En tiempos de la vendedora y del criminal (Sa oras ng tindera’t kriminal), edición antológica bilingüe de la obra poética de Virgilio Almario. Madrid, Instituto Juan Andrés de Comparatística y Globalización, 2018.

## Tradición española en Filipinas
Almario ha sido siempre defensor del necesario reconocimiento de la importancia de la lengua española en su país, puesto que ésta es base de parte importante del léxico de la mayoría de los idiomas de Filipinas.
Es miembro del "Movimiento por la verdad en la historia filipina". Entre otras obras relevantes, ha sido promotor de la edición del Vocabulario de la Lengua Tagala, de los PP. Juan de Noceda y Pedro de Sanlúcar (Manila, Komisyon sa Wikang Filipino, 2013).